# Duofel
Duofel é uma dupla de violonistas brasileiros formada pelos músicos Fernando Melo e Luiz Bueno. Em 2012, tanto o Fernando Melo quanto o Luiz Bueno foram eleitos pela revista Rolling Stone Brasil um dos  70 Mestres Brasileiros da Guitarra e do Violão.
O duo já foi agraciado com três Prêmios Sharp (melhor arranjo em 1996, melhor solista em 1994 e melhor música instrumental em 93), além de outras seis indicações (melhor CD instrumental/1996 – duas indicações de melhor música instrumental/1994 e nas categorias melhor disco instrumental e melhor solista Fernando MeIo, melhor solista Luiz Bueno e melhor música instrumental em 93).
A dupla anunciou seu fim em 31 de julho de 2020 em uma apresentação transmitida pelo Youtube, chamada The End, após afastamento por quase 6 meses devido à pandemia.

## História
Em 1977 os violonistas Fernando Melo e Luís Bueno começaram a tocar juntos. Logo depois iniciaram um trabalho voltado para instrumentos acústicos e formaram o Duofel.
Em 1985, o duo passou a acompanhar Tetê Espíndola. Eles foram os responsáveis, por exemplo, pelo arranjo da canção "Escrito nas estrelas", que venceu o "Festival dos Festivais" (TV Globo) sendo interpretada pela cantora.
Em 1987, classificam-se em 1º lugar no Festival de Música Instrumental de Avaré (SP). 
Em 1989, apresentam-se no Belga Jazz Festival (Bruxelas), ao lado de Arrigo Barnabé e Tetê Espíndola. 
Em 1993, lançam o álbum "Duofel", que foi contemplado com o Prêmio Sharp, na categoria Melhor Música Instrumental, pela faixa "Do outro lado do oceano". 

## Discografia
- 1986 - Disco Mix
- 1990 - As Cores do Brasil
- 1993 - Duofel
- 1994 - Espelho das Águas (com Badal Roy)
- 1996 - Kids of Brasil
- 1999 - Atenciosamente
- 2000 - Duofel 20
- 2005 - Precioso
- 2007 - Duofel Experimenta
- 2008 - Olho de Boi
- 2009 - Duofel Plays The Beatles
- 2013 - Duofel Pulsando MPB

### DVDs
- 2003 - Frente e Verso
- 2011 - Duofel Plays The Beatles - Live at The Cavern Club